# Ian Callaghan
Ian Robert Callaghan (Liverpool, 10 aprile 1942) è un ex calciatore inglese, di ruolo centrocampista. Con la nazionale inglese è stato campione del mondo nel 1966.
È il giocatore che vanta il maggior numero di presenze di Lega con il Liverpool, in cui militò dal 1960 al 1978, e rientra nel novero di coloro che hanno totalizzato almeno mille apparizioni ufficiali in carriera.
È, inoltre, uno dei soli tre giocatori inglesi ad avere vinto sia il campionato mondiale di calcio che la Coppa dei Campioni d'Europa (gli altri due sono Bobby Charlton e Nobby Stiles).
È stato nominato Membro dell'Ordine dell'Impero Britannico (MBE) con i 1975 New Year Honours.

## Biografia
Nato a Toxteth, sobborgo di Liverpool, Callaghan entrò nel 1960 da apprendista nell'omonimo club, di cui era stato sempre tifoso. L'esordio avvenne poco più di due settimane dopo l'ingaggio, il 16 aprile 1960 contro il Bristol Rovers (battuti 4-0).
Ala destra, Callaghan entrò nel Liverpool nel periodo più buio della sua storia, quando il club militava in Seconda Divisione già da 6 stagioni. L'arrivo del tecnico Bill Shankly nel dicembre 1959 aveva posto tuttavia le basi per una rapida risalita del club nella massima serie. Titolare dal 1961, Callaghan fece parte della squadra che vinse il campionato nel 1962 guadagnandosi l'accesso alla Prima Divisione. Il suo primo goal giunse il 4 novembre 1961 contro il Preston North End.
Ottavo nella sua prima stagione in Prima Divisione, Callaghan e il Liverpool compirono l'anno dopo un'autentica impresa per una squadra da poco promossa: vinsero il titolo inglese con quattro punti sui rivali storici del Manchester United e cinque sugli avversari cittadini dell'Everton.
Nel 1965 Callaghan vinse con il Liverpool una FA Cup: il successo in tale edizione è memorabile perché fu la prima coppa vinta dai Reds in - all'epoca - 73 anni di storia. Le avversarie battute prima della finale furono il West Bromwich Albion, lo Stockport, il Bolton, il Leicester e infine il Chelsea. La finale contro il Leeds Utd fu decisa tutta nei supplementari, e proprio da un pallone di Callaghan: finiti 0-0 i 90 minuti regolamentari, al subitaneo gol di Hunt (93') per il Liverpool rispose quasi subito il Leeds con Bremner. La partita andò avanti molto tirata fino al 111', quando Callaghan dalla destra piazzò in corsa un cross per la testa di St. John che diede al Liverpool la vittoria e la Coppa.

Callaghan nel 1977 insieme a Bob Paisley dopo la conquista a Roma della Coppa dei Campioni

L'anno successivo arrivarono la vittoria di un nuovo titolo di Lega e la finale di Coppa delle Coppe persa a Glasgow contro il Borussia Dortmund, e la convocazione - insieme ai compagni di squadra Hunt e Byrne - tra i 22 selezionati della Nazionale inglese che avrebbe giocato in casa propria l'imminente Campionato del Mondo.
Callaghan guidò il Liverpool degli anni settanta verso una serie difficilmente eguagliabile di vittorie: nel 1971 perse la finale di Coppa d'Inghilterra contro l'Arsenal, ma due stagioni dopo vinse sia la Coppa UEFA (contro il Borussia Mönchengladbach) che la Coppa di Lega.
Nel 1974 vinse la FA Cup in una delle più facili finali della storia recente, contro il Newcastle United.
L'uomo che l'aveva portato al Liverpool e l'aveva imposto come guida della squadra, Bill Shankly, si ritirò dopo quella vittoria e lasciò il posto a Bob Paisley.
Dello stesso anno fu il riconoscimento conferito a Callaghan dall'associazione stampa sportiva di Giocatore dell'Anno e il titolo di Membro dell'Impero Britannico conferitogli per i suoi servizi allo sport.
Le ultime tre stagioni al Liverpool furono le più dense di successi, soprattutto internazionali, per Callaghan: a parte i due titoli nazionali consecutivi (1976 e 1977) giunsero tre finali europee consecutive, tutte vinte (Coppa UEFA 1975-1976 e Coppe dei Campioni 1976-1977 e 1977-1978) che posero il Liverpool sul tetto d'Europa.
Ad esse si aggiunse anche la Supercoppa vinta nel 1977.
Le due Coppe dei Campioni furono vinte rispettivamente contro Borussia Mönchengladbach e Club Bruges, le stesse avversarie incontrate - e già battute - nelle due vittoriose finali di Coppa UEFA.
Quando nell'autunno 1978 Callaghan lasciò il Liverpool dopo 18 anni e 856 incontri (di cui 640 di campionato) aveva completato tutta la parabola: entrato nel club quand'era in Seconda Divisione, ne usciva da campione d'Europa in carica e con il record di presenze per il club.
Gli ultimi anni di carriera furono spesi tra l'Inghilterra e gli Stati Uniti, nella ormai defunta NASL.
A fermare definitivamente Callaghan nella stagione 1981-1982 fu una complicazione al tendine d'Achille.

### Nazionale
Fu convocato per i Mondiali del 1966. Il gioco del tecnico Alf Ramsey non prevedeva ali pure, così Callaghan, dopo essere stato schierato nella prima partita del primo turno contro la Francia, fu gradatamente messo da parte a favore di James Alan Ball. Callaghan divenne campione del mondo, ma di fatto chiuse la sua carriera in nazionale a soli 24 anni.
Fu richiamato in nazionale nel 1977 da Ron Greenwood, a distanza di 11 anni dall'ultima convocazione, e giocò 3 incontri ufficiali valevoli per la qualificazione al campionato del mondo 1978 in Argentina. Furono in totale 4 gli incontri di Callaghan con la maglia della nazionale inglese, tutti ufficiali.

### Attività post-carriera

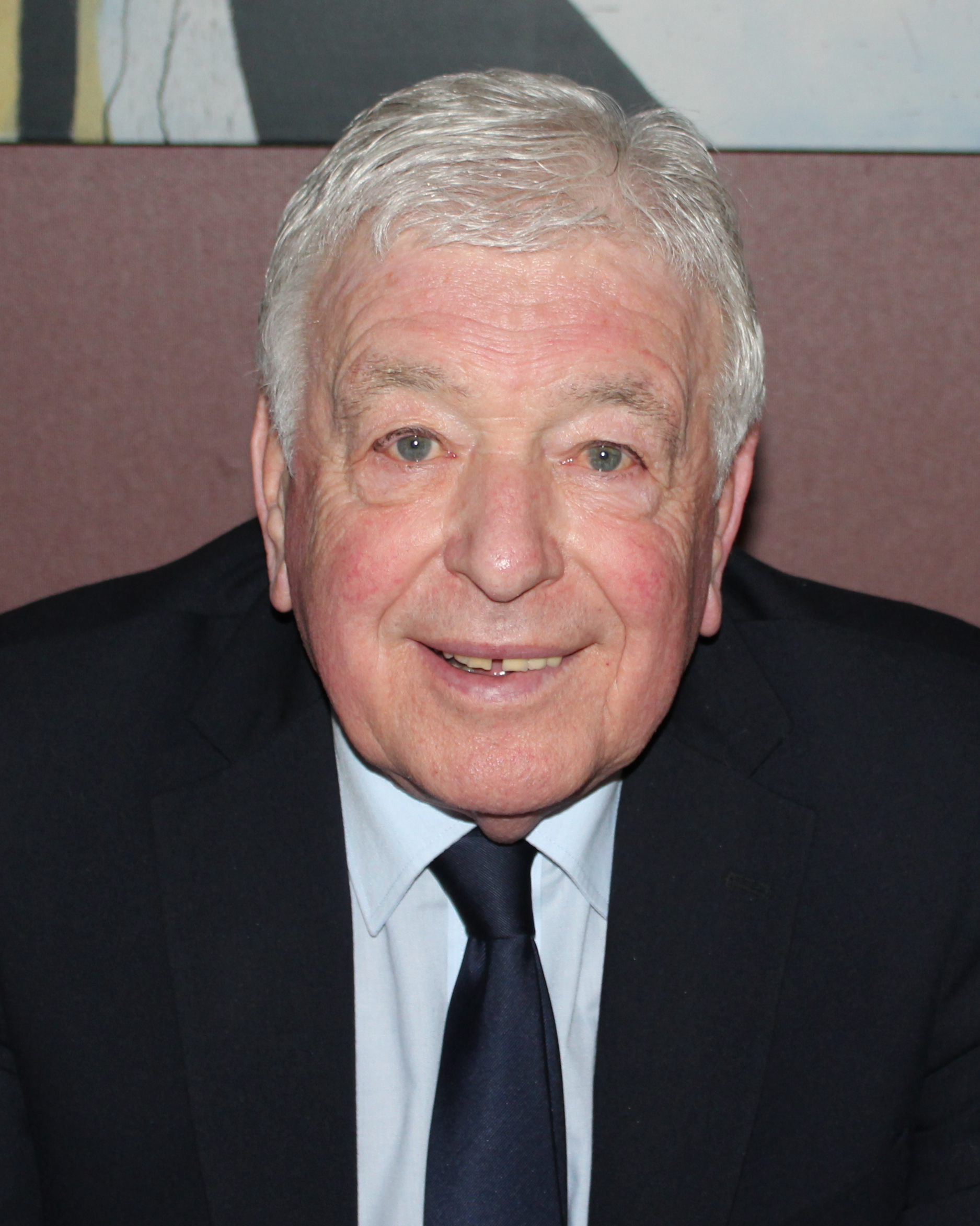
Ian Callaghan nel 2016

Dopo il ritiro dall'attività agonistica intraprese la carriera di assicuratore.

## Statistiche

### Cronologia presenze e reti in nazionale
| Cronologia completa delle presenze e delle reti in nazionale ― Inghilterra | Cronologia completa delle presenze e delle reti in nazionale ― Inghilterra | Cronologia completa delle presenze e delle reti in nazionale ― Inghilterra | Cronologia completa delle presenze e delle reti in nazionale ― Inghilterra | Cronologia completa delle presenze e delle reti in nazionale ― Inghilterra | Cronologia completa delle presenze e delle reti in nazionale ― Inghilterra | Cronologia completa delle presenze e delle reti in nazionale ― Inghilterra | Cronologia completa delle presenze e delle reti in nazionale ― Inghilterra |
| Data                                                                       | Città                                                                      | In casa                                                                    | Risultato                                                                  | Ospiti                                                                     | Competizione                                                               | Reti                                                                       | Note                                                                       |
| -------------------------------------------------------------------------- | -------------------------------------------------------------------------- | -------------------------------------------------------------------------- | -------------------------------------------------------------------------- | -------------------------------------------------------------------------- | -------------------------------------------------------------------------- | -------------------------------------------------------------------------- | -------------------------------------------------------------------------- |
| 26-6-1966                                                                  | Helsinki                                                                   | Finlandia                                                                  | 0 – 3                                                                      | Inghilterra                                                                | Amichevole                                                                 | -                                                                          |                                                                            |
| 20-7-1966                                                                  | Londra                                                                     | Inghilterra                                                                | 2 – 0                                                                      | Francia                                                                    | Mondiali 1966 - 1º turno                                                   | -                                                                          |                                                                            |
| 7-9-1977                                                                   | Londra                                                                     | Inghilterra                                                                | 0 – 0                                                                      | Svizzera                                                                   | Amichevole                                                                 | -                                                                          | 81’                                                                        |
| 12-10-1977                                                                 | Lussemburgo                                                                | Lussemburgo                                                                | 0 – 2                                                                      | Inghilterra                                                                | Qual. Mondiali 1978                                                        | -                                                                          |                                                                            |
| Totale                                                                     |                                                                            | Presenze                                                                   | 4                                                                          |                                                                            | Reti                                                                       | 0                                                                          |                                                                            |

## Palmarès

### Club

#### Competizioni nazionali
- Campionato inglese: 5

Liverpool: 1963-1964, 1965-1966, 1972-1973, 1975-1976, 1976-1977
- Coppa d'Inghilterra: 2

Liverpool: 1964-1965, 1973-1974
- Charity Shield: 6

Liverpool: 1964, 1965, 1966, 1974, 1976, 1977

#### Competizioni internazionali
- Coppa dei Campioni: 2

Liverpool: 1976-1977, 1977-1978
- Coppa UEFA: 2

Liverpool: 1972-1973, 1975-1976
- Supercoppa UEFA: 1

Liverpool: 1977

### Nazionale
- Campionato mondiale: 1

Inghilterra 1966

### Individuale
- Giocatore dell'anno della FWA: 1

1974